# Laura Dijkema
Laura Chantal Dijkema (Beilen, 18 de fevereiro de 1990) é ex-jogadora de vôlei de praia, que passou atuar como voleibolista indoor neerlandesa na posição de levantadora que foi semifinalista nos Jogos Olímpicos de Verão de 2016 no Rio de Janeiro.

## Carreira

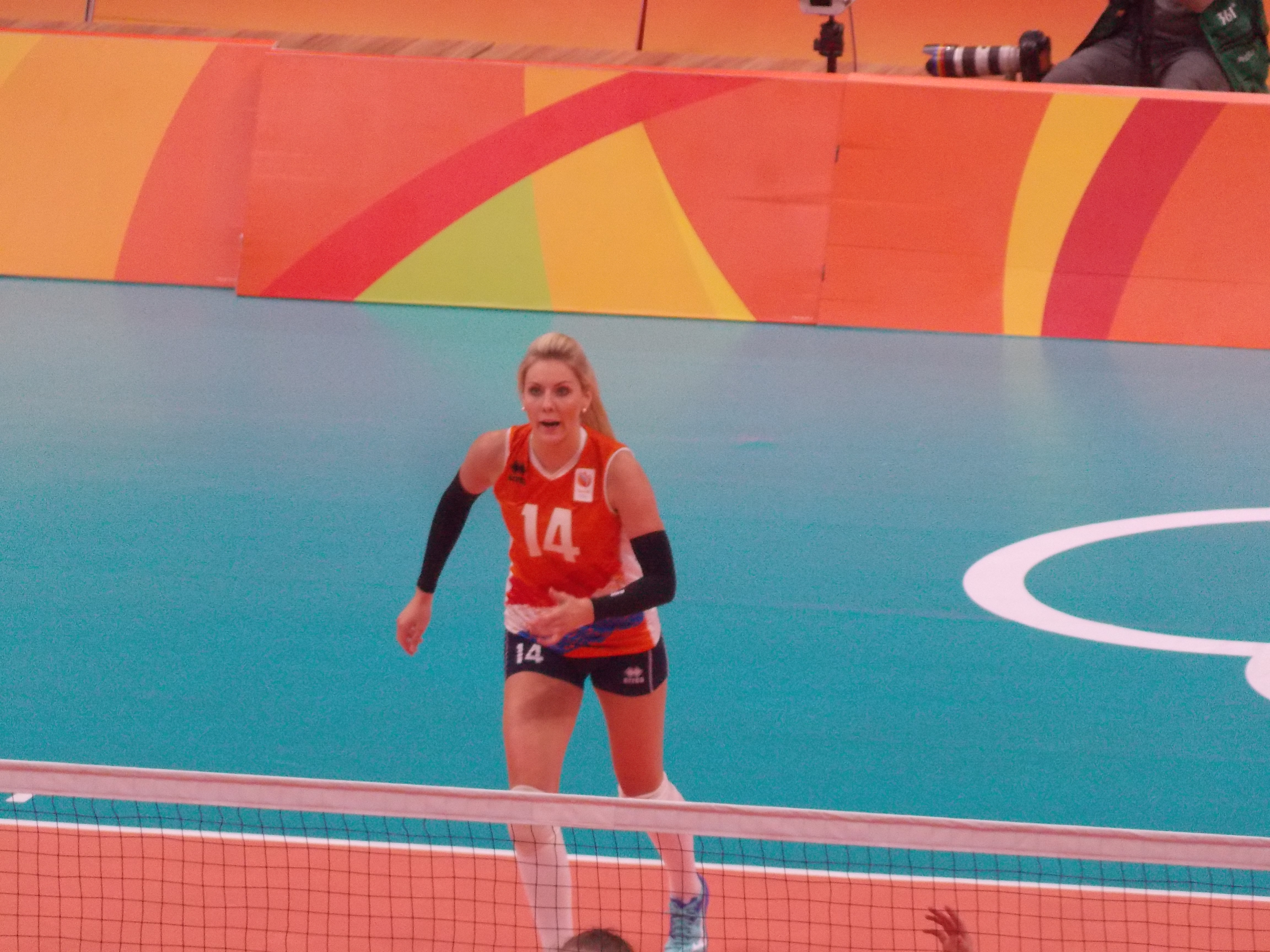
Dijkema nos Jogos Olímpicos de Verão de 2016.

Dijkema começou a jogar vôlei no clube local em sua cidade natal, o Smash Volleyball Club em 1997 . Em 2006, estreou-se aos 16 anos na Liga A Neerlandesa pelo DOK Dwingeloo; também defendeu país no vôlei de praia, ao lado de Madelein Meppelink na edição do Campeonato Europeu Sub-18  de 2006 Bratislava na Eslováquia, conquistando a medalha de prata.
Estreou-se na seleção holandesa em 2010 , durante a edição do Montreux Volley Masters diante da seleção cubana e conquistou o terceiro lugar na Copa Piemonte de 2010 em Turim.Em 2015 obteve o bronze no Montreux Volley Masters, a medalha de prata no Campeonato Europeu, sediado na Bélgica e nos Países Baixos. De 2011 a 2016, atuou no voleibol alemão, incluindo uma temporada no Halkbank Spor Kulübü de Ancara. Em 2016 também atuou no campeonato italiano pelo Igor Gorgonzola Novara.
Em 2016, foi convocada para a seleção feminina neerlandesa que participou dos Jogos Olímpicos do Rio de Janeiro e ocasião que avançou as semifinais e terminou na quarta posição. Em 2017 obteve a medalha de prata no Campeonato Europeu no Azerbaijão.
Para a temporada 2018-19, ela assinou um contrato com Il Bisonte Firenze na Itália. Em 2020-21, ela joga pelo Lokomotiv Kaliningrado.Pela seleção neerlandesa disputou a edição da Liga das Nações de 2021.  Sua última competição pela seleção nacional foi em 2023, no Campeonato Europeu. Nos Jogos Olímpicos Paris 2024 participou como membro da comissão técnica.  
Em Apeldoorn, em 12 de Julho de 2025, antes de uma partida da Holanda na Liga das Nações, ocorreu uma cerimônia de despedida pela aposentadoria de Laura, Anne Buijs e Kirsten Knip, em todos os anos servindo à seleção nacional.  

## Clubes
| Clube                                  | De   | A    |
| -------------------------------------- | ---- | ---- |
| DOK Dwingeloo                          | 2006 | 2007 |
| SU Emlichheim                          | 2007 | 2008 |
| Martinus                               | 2008 | 2009 |
| TVC Amstelveen                         | 2009 | 2011 |
| VfB 91 Suhl                            | 2011 | 2012 |
| USC Münster                            | 2012 | 2013 |
| Halkbank Spor Kulübü                   | 2013 | 2014 |
| Dresdner SC                            | 2014 | 2016 |
| Igor Gorgonzola Novara                 | 2016 | 2017 |
| Il Bisonte Firenze                     | 2017 | 2020 |
| Lokomotiv Kaliningrado                 | 2020 | 2021 |
| Leningradka Saint Petersburg           | 2021 | 2022 |
| CBF Balducci HR Macerata               | 2022 | 2023 |
| Megabox Ondulati Del Savio Vallefoglia | 2023 | 2024 |
| LOVB Nebraska                          | 2024 | 2026 |

## Títulos e resultados
- Campeonato Neerlandês:2008-09, 2009-10
- Supercopa dos Países Baixos:2008, 2009, 2010
- Copa dos Países Baixos:2008-09, 2009-10
- Campeonato Alemão:2014-15, 2015-16
- Copa da Alemanha:2015-16
- Campeonato Italiano:2016-17
- Copa Piemonte:2010

## Premiações individuais
- Melhor Levantadora do Campeonato Europeu de 2017